# Operación Flecha Negra
La Operación Flecha Negra (en hebreo: מבצע חץ שחור‎, Mivtza Ḥetz Shaḥor) fue una operación militar israelí llevada a cabo en la ciudad de Gaza (entonces bajo control egipcio) el 28 de febrero de 1955. El objetivo del ataque fue el ejército egipcio, del que murieron treinta y ocho soldados. Las fuerzas atacantes israelíes también sufrieron ocho bajas.
Las acciones de Israel fueron condenadas unánimemente por la Resolución 106 del Consejo de Seguridad de las Naciones Unidas.

## Contexto
La guerra árabe-israelí de 1948 terminó con una decisiva victoria israelí. Sin embargo, a su conclusión ambas partes firmaron tan solo acuerdos de armisticio, por lo que se generó una tensa situación de “ni paz, ni guerra”. Además, más de 700.000 palestinos fueron expulsados de sus hogares o se vieron obligados a huir ante el avance de las tropas israelíes en un proceso conocido como la Nakba. La gran mayoría de ellos se asentaron en campos de refugiados de países limítrofes (como Líbano o Siria) o en las zonas de Palestina que habían quedado bajo control de gobiernos árabes (como la Franja de Gaza, en manos de Egipto, o Cisjordania y Jerusalén Este, en manos de Jordania). Las condiciones de vida en estos campos eran miserables y los refugiados vivían sometidos a la ley marcial. Unos 20.000 palestinos consiguieron infiltrarse en Israel y volver a sus hogares, mientras que varios miles más murieron abatidos en el intento. 
Los gobiernos árabes, y en especial Egipto, reclutaron a muchos refugiados descontentos para realizar acciones contra Israel. Al principio, las infiltraciones se limitaban a pequeños asaltos y robos. Según algunas fuentes, hacia 1954, la inteligencia militar egipcia había adoptado un papel activo a la hora de proporcionar apoyo a los fedayines palestinos. Otras fuentes marcan el inicio del apoyo egipcio a la insurgencia palestina en la primavera de 1955, precisamente como consecuencia de este ataque. El propio presidente egipcio, Gamal Abdel Nasser, declaró que dar rienda suelta a los fedayines palestinos "no fue una acción contra Israel, sino una reacción contra la agresión israelí". Informes de la inteligencia militar egipcia capturados por Israel en las guerras de 1956 y 1967 corroboran esta última postura. Por su parte, en el verano de 1954, Israel había reclutado a una serie de judíos egipcios para lanzar una campaña encubierta de atentados contra objetivos civiles egipcios, estadounidenses y británicos dentro del propio Egipto. Cuando la denominada Operación Susana fue descubierta, supuso todo un escándalo internacional y un enorme deterioro de las relaciones bilaterales entre Israel y Egipto.

## Casus belli
Los cuatro meses precedentes al ataque habían estado caracterizados por una relativa calma en la frontera de la Franja de Gaza. El 25 de febrero de 1955, un ataque de fedayines palestinos causó la muerte de un ciclista israelí en la ciudad de Rehovot. A uno de los atacantes, que había sido perseguido y abatido por las fuerzas israelíes, se le encontró documentación que le relacionaba con la inteligencia militar egipcia. El ministro de defensa David Ben-Gurion y el Jefe del Estado Mayor Moshe Dayan exigieron una dura represalia contra quienes ellos creían que habían organizado el ataque. El primer ministro Moshe Sharett no era partidario de las represalias porque causaban un daño a la imagen internacional de Israel y deterioraban las relaciones con los vecinos árabes. Dayan informó a Sharett de que el ataque supondría en torno a diez bajas en el ejército egipcio, mientras que Ben-Gurion prometió que no habría un derramamiento excesivo de sangre. Finalmente, Sharett cedió y aprobó el ataque.

## El ataque
El 28 de febrero, el comandante de la brigada paracaidista Ariel Sharon recibió la orden de dar comienzo a la Operación Flecha Negra. Esa noche, dos compañías de paracaidistas con un total de 150 efectivos dirigidos por Aharon Davidi y Danny Matt atacaron una base egipcia cerca de la ciudad de Gaza. Un convoy militar egipcio enviado para dar apoyo fue emboscado también. En total, murieron 37 soldados egipcios y 31 resultaron heridos, mientras que del lado israelí murieron ocho soldados y otros nueve resultaron heridos. Fue el peor enfrentamiento entre Israel y Egipto desde el cese de las hostilidades en 1949.

## Consecuencias

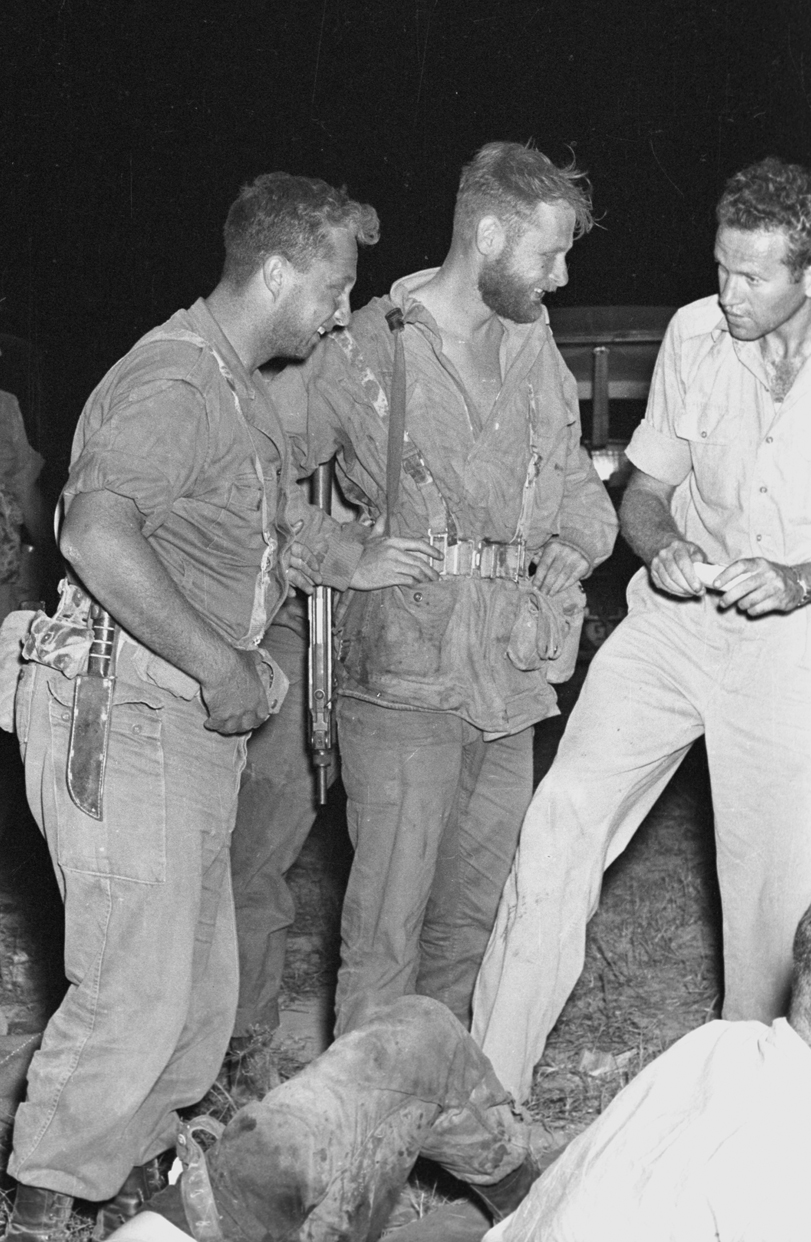
Aharon Davidi (centro), uno de los comandantes que lideraron el ataque, junto con Ariel Sharon (izquierda).

Inmediatamente después del ataque, el ejército israelí hizo público un comunicado en el que justificaba la operación por un presunto ataque contra un vehículo militar israelí llevado a cabo por fuerzas egipcias en territorio israelí. El supuesto incidente, que pronto se demostró falso, enfureció tanto a la comunidad internacional como al propio Moshe Sharett. El Consejo de Seguridad de las Naciones Unidas condenó por unanimidad el ataque en su resolución 106.
Gran parte de la población refugiada palestina de la Franja de Gaza, que por entonces sumaba unas 300.000 personas, mostró su indignación por el ataque en manifestaciones y ocupaciones de edificios de las Naciones Unidas y de Egipto. El lema general era "dadnos armas y nos defenderemos nosotros mismos". En palabras de Avi Shlaim, "desde aquel momento, las autoridades egipcias, en vez de poner freno y reprimir la militancia en la Franja de Gaza y la infiltración hacia Israel, comenzaron a idear vías mediante las cuales las demandas de armamento de los refugiados pudieran ser canalizadas en actos hostiles hacia Israel de forma que provocaran a corto plazo una guerra a gran escala".
En Egipto cundió una sensación de humillación, dado que se trataba del peor golpe para el ejército egipcio desde la guerra de 1948. El presidente egipcio, Gamal Abdel Nasser, definió el ataque como un punto de no retorno y decidió cerrar el Golfo de Aqaba al tráfico israelí, tanto aéreo como marítimo. También decidió aumentar su apoyo a los ataques de los fedayines palestinos, lo que dio pie a Israel para ejecutar represalias todavía más violentas, como la Operación Elkayam (72 egipcios muertos) y la Operación Volcán (81 egipcios muertos, 55 capturados). Las tensiones entre israelíes y egipcios acabaron desembocando en la invasión conjunta de Israel, Reino Unido y Francia de la península del Sinaí y el Canal de Suez en la denominada Guerra del Sinaí, que finalizó con una victoria militar de estos tres países (que llegaron a ocupar brevemente ambos puntos estratégicos) y una victoria política egipcia (que mediante la presión internacional consiguió expulsar a las tropas invasoras de su territorio). Las bases de los fedayines palestinos fueron desmanteladas y el Golfo de Aqaba fue reabierto, pero Egipto mantuvo el control sobre el Canal de Suez, el motivo original de la disputa.

La Operación Flecha Negra ha sido descrita por diversos autores como el desencadenante inicial de una serie de ataques y represalias que terminarían desembocando en la Guerra del Sinaí. En palabras del periodista estadounidense Kennett Love: 
La operación de Gaza inició una cadena de reacciones entre Gamal Abdel Nasser y David Ben-Gurion, ataques, contraataques, carrera armamentística y nuevo alineamiento con las grandes potencias, que ocasionaron una deriva hacia la guerra que ni la voluntad humana ni la ingeniosidad política fueron capaces de desviar. El ataque transformó un nivel estable de incidentes menores entre los dos países en un diálogo de creciente temor y violencia en el que la distinción entre las medidas de defensa y los actos de agresión se volvió invisible para el mundo.
El historiador israelí Avi Shlaim tiene una opinión parecida a la de Love:
(El ataque) tan solo sirvió para aumentar la hostilidad egipcia, endurecer su desafío, e iniciar una sangrienta espiral de violencia y contra violencia que culminó en la guerra de Suez.

## Monumento
Hay un monumento conmemorativo de esta operación y de otras operaciones paracaidistas del ejército israelí en el kibutz Mefalsim. Hasta 5 versos de Biblia aparecen citados en las diferentes esquinas del monumento.